# The Roots of Guns N' Roses
The Roots of Guns N' Roses é uma coletânea contendo canções antigas do Hollywood Rose lançada em 22 de Junho de 2004 pela Deadline Music (Cleopatra Records).

## O álbum
| Críticas profissionais | Críticas profissionais |
| Avaliações da crítica  | Avaliações da crítica  |
| Fonte                  | Avaliação              |
| ---------------------- | ---------------------- |
| Allmusic               | [ 1 ]                  |

O álbum, produzido por Chris Weber, ex-guitarrista da banda, contém várias demos; as cinco primeiras canções são originais, as cinco seguintes são canções remixadas pelo guitarrista Gilby Clarke e as últimas cinco são canções remixadas por Fred Coury, baterista do Cinderela, que ficou no lugar de Steven Adler em parte de uma turnê que Adler tinha quebrado o seu pulso.
As canções remixadas por Gilby Clarke, "Shadow of Your Love" e "Reckless Life", foram gravadas com o primeiro guitarrista do Guns N' Roses, Tracii Guns.
As canções "Anything Goes" e "Reckless Life" foram mais tarde regravadas pelo Guns N' Roses.
Curiosamente Slash, Duff McKagan e Steven Adler foram creditados por serem autores, juntos com Axl Rose, Chris Weber e Izzy Stradlin das canções "Anything Goes", "Shadow of Your Love" e "Reckless Life". Essas canções originalmente foram gravadas pelo Hollywood Rose e depois foram tocadas pelo Guns N' Roses. Na verdade, quando Rose, Weber e Stradlin fizeram essas músicas, eles não tinham encontrado Slash, McKagan e Adler.
Em 18 de janeiro de 2005, a versão japonesa foi lançada pela Sony, junto com um DVD bônus.

## Lista de faixas

### Demos originais
- 1. Killing Time (Chris Weber, Axl Rose)
- 2. Anything Goes (Rose, Izzy Stradlin, Weber)
- 3. Rocker (Weber, Rose)
- 4. Shadow of Your Love (Rose, Izzy)
- 5. Reckless Life (Rose, Izzy)

### Mixadas por Gilby Clarke
- 6. Killing Time
- 7. Anything Goes
- 8. Rocker
- 9. Shadow of Your Love
- 10. Reckless Life

### Mixadas por Fred Coury
- 11. Killing Time
- 12. Anything Goes
- 13. Rocker
- 14. Shadow of Your Love
- 15. Reckless Life

## Músicos
- Axl Rose - vocais
- Izzy Stradlin - guitarra
- Chris Weber - guitarra
- Johnny Kreis - bateria

### Músicos adicionais
- Tracii Guns - guitarra em "Shadow of Your Love" e "Reckless Life".